# Copa da Escócia de 2005–06
A Copa da Escócia de 2005-06 foi a 121º edição do torneio mais antigo do futebol da Escócia. O campeão foi o Heart of Midlothian F.C, que conquistou seu 7º título na história da competição ao vencer a final contra o Gretna F.C., pelo placar de 1 a 1.

## Premiação
| Copa da Escócia de 2005-06                  |
| Escócia                                     |
| ------------------------------------------- |
| Heart of Midlothian F.C Campeão (7º título) |